# Senecio mustersi
Senecio mustersi là một loài thực vật có hoa trong họ Cúc. Loài này được Speg. miêu tả khoa học đầu tiên năm 1902.